# 拜特哈嫩
拜特哈嫩（阿拉伯语：‎），巴勒斯坦城镇，位于加沙地带东北部北加沙省。位于以色列边界。该城镇总人口32,187（2006年巴勒斯坦中央统计局统计）。目前，该地由哈马斯组织控制。

## 人口
1922年，拜特哈农人口885人；1961年，总人口达3,876。